# Boys (chanson des Shirelles)
Pour les articles homonymes, voir Boys.
Singles de The Shirelles
Tonight's the Night/The Dance Is Over
(1960) Dedicated to the One I Love/Look a Here Baby
(1961)
Boys est une chanson de Luther Dixon et Wes Farrell (en), interprétée par les Shirelles en 1960. Elle est publiée en face B de leur single Will You Love Me Tomorrow qui se classe en tête des charts américaines en janvier 1961.
En 1963, les Beatles, qui l'avaient incluse à leur répertoire en concert depuis plusieurs années, l'enregistrent sur leur premier album Please Please Me, paru en 1963. Elle y est interprétée par le batteur Ringo Starr.

## Version des Shirelles

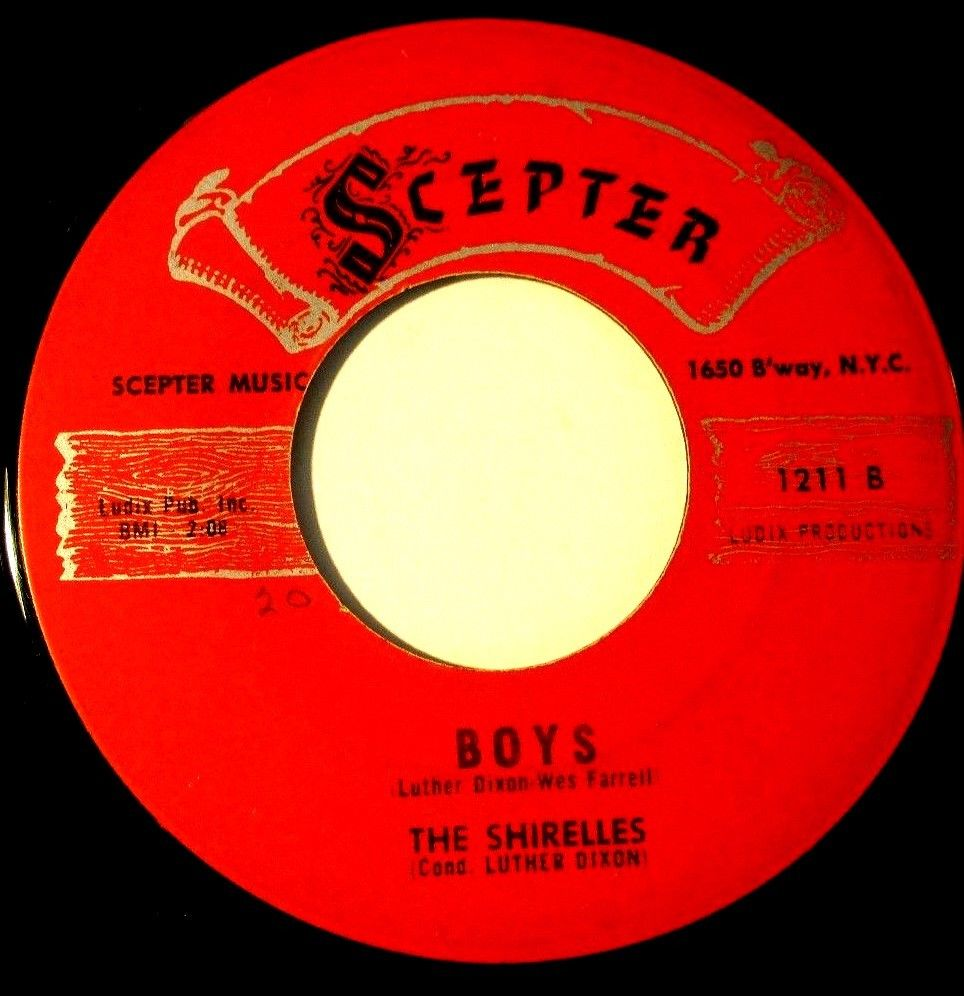
Le 45 tours de Boys des Shirelles sur le label Scepter.

C'est en 1960 que les Shirelles enregistrent Boys, une chanson composée pour elles par Luther Dixon et Wes Farell. Accompagnées par un saxophone et un piano, les quatre choristes chantent le plaisir d'être embrassée par un garçon.
La chanson paraît en face B de leur single Will You Love Me Tomorrow qui se classe en tête des charts américaines en janvier 1961 et assure ainsi un début de succès au girl group.

## Version des Beatles
Pistes de Please Please Me
Chains Ask Me Why

### Enregistrement

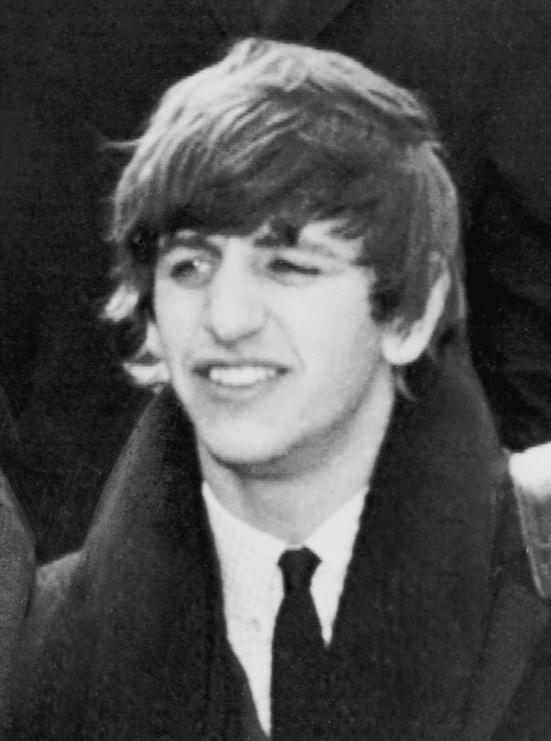
Boys est la première chanson de Ringo enregistrée pour un album.

Son succès permet à Boys d'être assez diffusée, et devient une reprise populaire au sein de plusieurs groupes. Alors qu'ils font leurs débuts dans les clubs de Hambourg et de Liverpool, les Beatles prennent l'habitude de la faire chanter par leur batteur d'alors, Pete Best. Par une certaine coïncidence, Boys est également la chanson qu'interprète sur scène leur futur batteur Ringo Starr alors qu'il tourne avec son premier groupe, Rory Storm and the Hurricanes. Starr continue à interpréter la chanson sur scène une fois que les Beatles ont acquis leur formation définitive. Cette interprétation demande une légère adaptation des paroles : tandis que les Shirelles parlent de « my boy » (« mon copain »), les Beatles chantent les mérites de « my girl » (« ma copine »). Ils ne modifient pas, cependant, le refrain pour des questions de rimes, ce qui pousse certains à y trouver une consonance homosexuelle, le batteur chantant que les garçons sont « a bundle of joy » (« le pied »). Paul McCartney explique : « C'était un peu embarrassant parce que ça disait « I'm talking about boys - yeah yeah - boys ». C'était un tube des Shirelles et c'était chanté par des filles, mais l'idée ne nous avait jamais effleurés de rebaptiser ça Girls parce que Ringo était un garçon. On la chantait de la même façon qu'elles et on y avait jamais vu aucune implication. »
Lorsqu’arrive le moment d'enregistrer le premier album du groupe, Boys est l'une des six reprises sélectionnées. Comme dix des quatorze chansons de l'album, elle est enregistrée au cours d'une journée de travail intense du 11 février 1963,. Elle est mise en boîte dans la soirée, entre Anna (Go to Him) et Chains. Les Beatles sont particulièrement à l'aise avec cette chanson; c'est la seule qui sera enregistrée en une seule prise. Ne reste plus pour les techniciens qu'à ajouter un effet de fade out. Durant le morceau, les Beatles s'en donnent à cœur joie, Lennon, McCartney et Harrison se chargeant des chœurs derrière Ringo Starr, qui introduit le solo de guitare de George Harrison par un vivant « All right George ! ». McCartney, pour sa part, se laisse également aller à des cris. Dans la même soirée, le groupe enregistre une deuxième reprise des Shirelles, Baby It's You.
Les mixages mono et stéréo de l'album sont produits par George Martin et les ingénieurs du son Norman Smith et A.B. Lincoln le 25 février.

#### Interprètes
- Ringo Starr : chant, batterie
- John Lennon : chœurs, guitare rythmique
- Paul McCartney : chœurs, guitare basse
- George Harrison : chœurs, guitare solo

#### Équipe de production
- George Martin : producteur
- Norman Smith : ingénieur du son
- Richard Langham : ingénieur du son (enregistrement)
- A.B. Lincoln : ingénieur du son (mixage)

### Parutions
Boys paraît au Royaume-Uni le 22 mars 1963 sur le premier album des Beatles, Please Please Me, qui se place en tête des charts britanniques pendant trente semaines. C'est l'une des rares pistes de l'album à ne pas paraître par la suite sur un EP.
Aux États-Unis, la chanson est dans un premier temps publiée par le label Vee Jay en janvier 1964, sur l'album Introducing... The Beatles. Lorsque le prestigieux label Capitol Records récupère les droits sur les chansons du groupe, il replace la chanson sur l'album The Early Beatles en 1965.
Une version enregistrée dans les studios de la BBC paraîtra finalement sur le maxi Baby It's You le 20 mars 1995 et le même enregistrement remasterisé est publié le 11 novembre 2013 sur On Air - Live At The BBC Volume 2. Cette version de la chanson a été enregistrée le 17 juin 1963 pour l'émission Pop Go the Beatles (en) du 25 juin 1963. Au total, cette chanson a été interprétée sept fois dans les studios de la chaîne nationale.
Cette chanson est aussi interprétée le 19 avril 1964 dans les studios IBC pour l'émission spéciale Around the Beatles (en) mais ne sera pas incluse dans celle-ci. Cet enregistrement est tout de même disponible sur la compilation Anthology 1 publiée en 1995.
La chanson fait partie du tour de chant du groupe lors de la première tournée américaine et est enregistrée à Los Angeles le 23 août 1964. Elle est incluse dans le disque de ce spectacle, The Beatles at the Hollywood Bowl, publié en 1977 et remastérisé en 2016. Cette prestation pourra être vue dans le film documentaire The Beatles: Eight Days a Week et un montage plus élaboré est produit pour en faire le vidéoclip promotionnel du film et de l'album.

#### Publication en France
La chanson arrive en France en mars 1964 sur la face B d'un 45 tours EP (« super 45 tours »), accompagnée  de Love Me Do ; sur la face A figurent Roll Over Beethoven et You Really Gotta Hold On Me. La photo de la pochette est prise le  4 novembre 1963 à Londres sur la scène du Prince of Wales Theatre lors du Royal Variety Show (en),.

## Reprises
Boys ne fait l'objet que de peu de reprises. The Flamin' Groovies l'a enregistrée en 1979, et Ringo Starr l'a interprétée avec Jools Holland en 2003.

## Liens Externes
- Apprendre "Boys" à la guitare (Vidéo)